# Canton de Castets
Le canton de Castets est une ancienne division administrative française située dans le département des Landes et la région Aquitaine. Il a été supprimé par le nouveau découpage cantonal entré en vigueur en 2015.

## Géographie
Ce canton était organisé autour de Castets dans l'arrondissement de Dax. Son altitude variait de 0 m (Lit-et-Mixe) à 89 m (Taller) pour une altitude moyenne de 32 m.

## Composition
Le canton de Castets groupait dix communes et comptait 10 531 habitants (population municipale) au 1er janvier 2010.
| Nom                  | Code Insee | Intercommunalité      | Superficie (km2) | Population (dernière pop. légale) | Densité (hab./km2) |
| -------------------- | ---------- | --------------------- | ---------------- | --------------------------------- | ------------------ |
| Castets              | 40075      | CC Côte Landes Nature | 90,18            | 1 992 (2014)                      | 22                 |
| Lévignacq            | 40154      | CC Côte Landes Nature | 42,32            | 315 (2014)                        | 7,4                |
| Linxe                | 40155      | CC Côte Landes Nature | 80,93            | 1 395 (2014)                      | 17                 |
| Lit-et-Mixe          | 40157      | CC Côte Landes Nature | 112,95           | 1 576 (2014)                      | 14                 |
| Saint-Julien-en-Born | 40266      | CC Côte Landes Nature | 72,93            | 1 564 (2014)                      | 21                 |
| Saint-Michel-Escalus | 40276      | CC Côte Landes Nature | 17,59            | 294 (2014)                        | 17                 |
| Taller               | 40311      | CC Côte Landes Nature | 41,07            | 606 (2014)                        | 15                 |
| Uza                  | 40322      | CC Côte Landes Nature | 12,88            | 161 (2014)                        | 13                 |
| Vielle-Saint-Girons  | 40326      | CC Côte Landes Nature | 72,03            | 1 225 (2014)                      | 17                 |
| Léon                 | 40150      | CC Côte Landes Nature | 64,45            | 1 974 (2014)                      | 31                 |

## Administration

### Conseillers généraux de 1833 à 2015
| Période     | Période      | Identité                                     | Étiquette          | Qualité |
| ----------- | ------------ | -------------------------------------------- | ------------------ | --- |
| 1833        | 1836         | Jean Boucau                                  |                    | Notaire à Lévignacq                                                                                           |
| 1836        | 1873 (décès) | Étienne Louis Mathieu Turpin                 | Droite monarchiste | Maire de Lit-et-Mixe puis de Saint-Julien-en-Born Représentant du peuple (1848-1851)                          |
| 1873        | 1892 (décès) | Charles Boulart                              | Bonapartiste       | Maître de forges, sylviculteur, maire de Linxe, député (1876-1881)                                            |
| 1892        | 1911 (décès) | Alphonse Maisonnave                          | Républicain        | Médecin Adjoint au maire de Castets                                                                           |
| 1911        | 1919         | Jean Lapeyrère                               |                    | Propriétaire Maire de Castets (1912-1927)                                                                     |
| 1919        | 1928         | André Dupuy                                  |                    | Banquier à Dax                                                                                                |
| 1928        | 1940         | Éloi Neurrisse                               | PRRRS              | Maire de Saint-Julien-en-Born (1921-1941), conseiller d'arrondissement Nommé conseiller départemental en 1943 |
|             |              |                                              |                    | |
| 1945        | 1949         | André Darmanthé                              | SFIO               | Agriculteur et gemmeur Maire de Saint-Julien-en-Born (1953-1959) Sénateur (1948-1955)                         |
| 1949        | 1963 (décès) | Éloi Henri Neurrisse (fils d'Éloi Neurrisse) | PRRRS              | Docteur vétérinaire et industriel à Castets                                                                   |
| 26 mai 1963 | 1979         | Jean-Noël Serret                             | DVD puis DVG       | Sylviculteur Maire de Castets (1961-1983)                                                                     |
| 1979        | 2004         | Bertrand Puyo                                | UDF puis UMP       | Médecin Maire de Lit-et-Mixe (1983-2020)                                                                      |
| 2004        | 2015         | Gérard Subsol                                | PS                 | Fonctionnaire retraité Maire de Léon de 2001 à 2014                                                           |

### Conseillers d'arrondissement (de 1833 à 1940)
| Période                                  | Période           | Identité                                  | Étiquette    | Qualité |
| ---------------------------------------- | ----------------- | ----------------------------------------- | ------------ | --- |
| 1833                                     | 1836              | Mathieu Augustin Darricau                 |              | Maire de Linxe                                                                                              |
| 1836                                     | 1848              | Jean Baptiste Germain Desbiey (1791-1857) |              | Juge de paix à Castets, propriétaire et ancien maire (1820-1826) de Magescq                                 |
|                                          |                   |                                           |              | |
| 1877                                     |                   | M. Demoulin                               | Conservateur | |
| 1895                                     | 1907              | Albert Darracq                            | Républicain  | Maire de Linxe                                                                                              |
| 1907                                     | 1907 (annulation) | Ernest Ducamin                            | SFIO         | Propriétaire, conseiller municipal de Lit-et-Mixe                                                           |
| 1908                                     | 1913              | Ernest Ducamin                            | SFIO         | Propriétaire, conseiller municipal de Lit-et-Mixe                                                           |
| 1913                                     | 1925              | Dominique Mathio                          | RG           | Médecin, maire de Lit-et-Mixe                                                                               |
| 1925                                     | 1928              | Éloi Neurrisse                            | Radical      | Maire de Saint-Julien-en-Born                                                                               |
| 1928                                     | 1940              | Gabriel Dufau                             | Radical      | Médecin, maire de Léon                                                                                      |
| 1940                                     |                   |                                           |              | Les conseils d'arrondissement ont été suspendus par la loi du 12 octobre 1940 et n'ont jamais été réactivés |
| Les données manquantes sont à compléter. |                   |                                           |              | |

## Démographie
| 1962  | 1968  | 1975  | 1982  | 1990  | 1999  | 2006  | 2007  | 2010   |
| ----- | ----- | ----- | ----- | ----- | ----- | ----- | ----- | ------ |
| 8 127 | 8 471 | 8 356 | 8 204 | 8 652 | 9 258 | 9 860 | 9 941 | 10 531 |